# ميغيل بالافوكس
ميغيل بالافوكس (بالإنجليزية: Miguel Palafox)‏ هو لاعب كرة قدم أمريكي في مركز الدفاع، ولد في 29 ديسمبر 1994 في لوس أنجلوس في الولايات المتحدة. لعب مع كلوب ليون ونادي لاس فيغاس لايتس.

## وصلات خارجية
- ميغيل بالافوكس على موقع قاعدة بيانات كرة القدم.إي يو (الإنجليزية)
- ميغيل بالافوكس على موقع Soccerway.com (الإنجليزية)